# Église d'Halssila
L'église d'Halssila (en finnois : Halssilan kirkko) est une église luthérienne située dans le quartier d'Halssila à Jyväskylä en Finlande.